# Costa neoRomantica
O Costa neoRomantica foi um navio transatlântico pertencente à Costa Crociere S.p.A., a maior companhia de cruzeiros da Europa. A embarcação foi construída no estaleiro Fincantieri - Cantieri Navali Italiani S.p.A., Marghera.

## Construção
Construído em 1993 como navio gêmeo o Costa Classica. A embarcação passou por uma grande reforma em 2003. Entre 29 de outubro de 2011 a fevereiro de 2012 o barco passou por uma segunda profunda reforma, com alteração da capacidade de transporte de passageiros e de sua tonelagem bruta. O nome do navio foi também mudado de Costa Romantica para Costa neoRomantica . Em 2013 esteve de volta ao Brasil, fazendo suas primeiras escalas no país com o novo nome.

## Origem do nome
O Costa Romantica homenageia as grandes cidades européias, dando seus nomes aos decks da embarcação (Monte Carlo, Madrid, Vienna, Verona, Paris, Londres, Copenhagen e Amsterdam).

## Acomodações e instalações

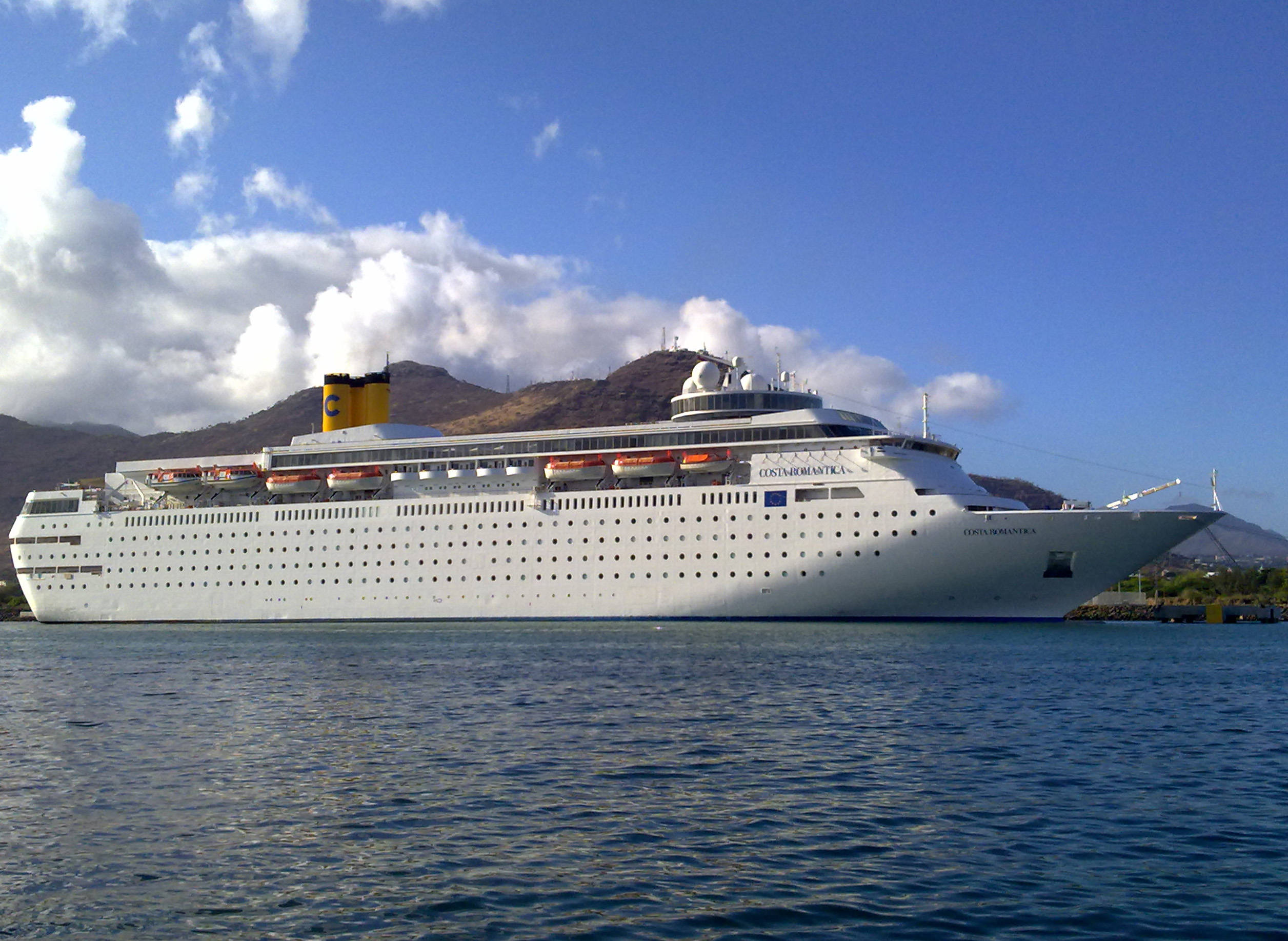
Costa Romantica antes de ser reformado em 2011.

- 789 camarotes
- 4 restaurantes
- 3 bares, 1 enoteca e 1 cafeteria
- 2 jacuzzis e 2 piscinas
- Spa, com 4 000 m² de ginásio
- Pista poliesportiva
- Casino